# Robert Hébert (acteur)
Pour les articles homonymes, voir Hébert.
Robert Hébert est un acteur français né le 25 avril 1917 à Paris.

## Filmographie
- 1942 : Les Visiteurs du soir de Marcel Carné
- 1951 : Capitaine Ardant d'André Zwobada : Barberousse
- 1953 : Quand tu liras cette lettre de Jean-Pierre Melville
- 1954 : Mourez, nous ferons le reste de Christian Stengel
- 1954 : Sur le banc de Robert Vernay : le commissaire
- 1955 : Les Chiffonniers d'Emmaüs de Robert Darène
- 1955 : Paris canaille de Pierre Gaspard-Huit